# Демба Ба
Демба Ба (рођен 25. маја 1985) је бивши сенегалски фудбалер који је играо на позицији нападача.
Рођен је у Француској. Ба је играо као младић за нижеразредне француске тимове. Деби је имао у Руану, а 2005 се преселио у Мускрон. Године 2011, потписује уговор са енглеским Вест Хемом. Одиграо је само 12 утакмица за Вест Хем, а упркос томе што је био њихов најбољи стрелац у лиги за сезону 2010-11,тим је испао из Премијер лиге и он се преселио у Њукасл јунајтед. У јануару 2013, Ба прелази у редове Челсија, да би осамнаест месеци касније прешао у Бешикташ за 6 милиона евра. После једне сезоне у Бешикташу прелази у Шангај Шенху.
Репрезентативац Сенегала је од 2007, а представљао је репрезентацију на Купу Афричких нација 2012.

## Трофеји

### Бешикташ
- Суперлига Турске (1) : 2016/17.

### Индивидуални
- Најбољи играч месеца у Премијер лиги : децембар 2011.[3]
- Најкориснији играч кинеског ФА купа : 2015.
- Најбољи стрелац кинеског ФА купа : 2015.
- Најбољи тим године кинеске Суперлиге : 2016.